# Санабрия, Лукас (парагвайский футболист)
Лукас Даниэль Санабрия Бритес (исп. Lucas Daniel Sanabria Brítez; род. 13 сентября 1999, Асунсьон) — парагвайский футболист, полузащитник клуба «Либертад».

## Клубная карьера
Санабрия — воспитанник клубов «Ривер Плейт» и «Либертад». 16 декабря 2016 года в матче против «Хенераль Кабальеро» он дебютировал в парагвайской Примере в составе последних. В 2021 году Лукас помог клубу выиграть чемпионат. В 2022 году Санабрия на правах аренды перешёл в «Такуари». 5 февраля в матче против «Ресистенсии» он дебютировал за новую команду. 21 марта в поединке против столичного «Насьоналя» Лукас забил свой первый гол за «Такуари». По окончании аренды игрок вернулся в «Либертад». 11 апреля 2023 года в поединке против «Спортиво Амелиано» Лукас забил свой пенрвый гол за команду.

## Международная карьера
В 2019 году в составе молодёжной сборной Парагвая Санабрия принял участие в молодёжном чемпионате Южной Америки в Чили. На турнире он сыграл в матче против команды Аргентины.

## Достижения
Командные
 «Либертад»
- Победитель парагвайской Примеры (3) — Апертура 2021, Апертура 2023, Клаусура 2023
- Обладатель Кубка Парагвая (2) — 2019. 2023